# (Ghost) Riders in the Sky

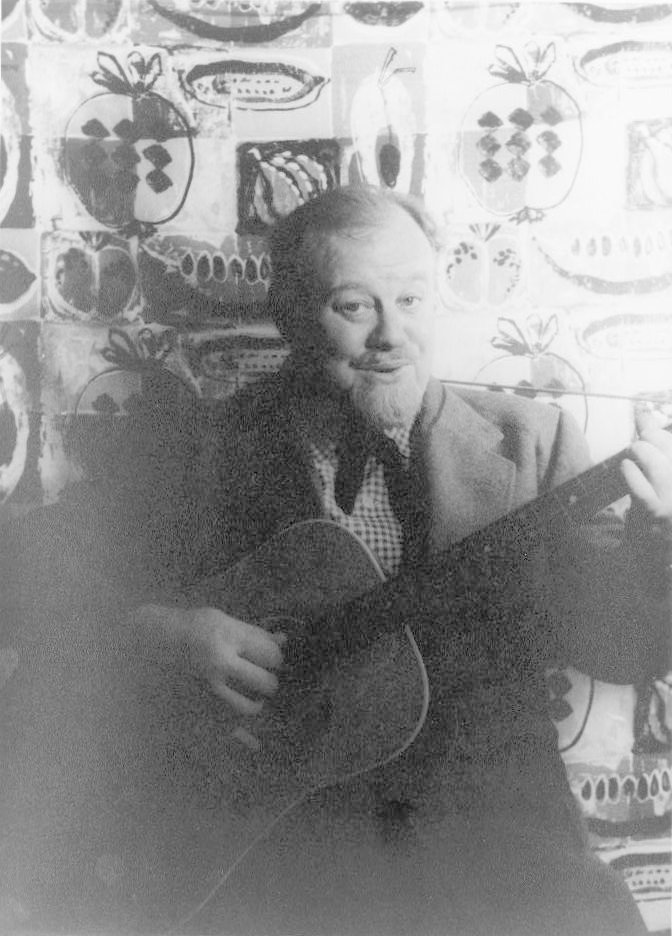
Burl Ives im Jahr 1955, fotografiert von Carl van Vechten

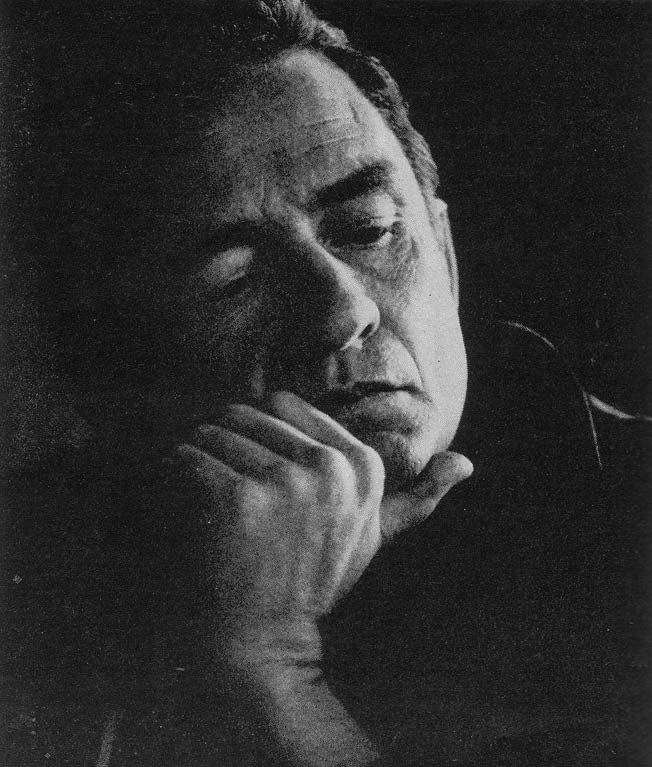
Johnny Cash (1969)

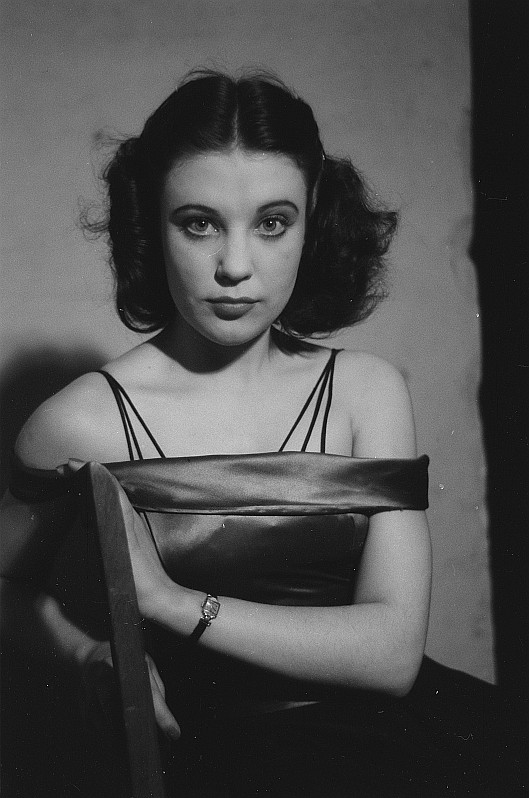
Rita Paul (1949)

Version gesungen von Peggy Lee auf Schellackplatte von 1949

(Ghost) Riders in the Sky, vollständiger Titel: (Ghost) Riders in the Sky: A Cowboy Legend, ist ein Country- und Cowboy-Song aus dem Jahr 1948. Komponist war der nebenberuflich als Westernsong-Schreiber tätige Nationalpark-Ranger Stan Jones, der das Stück 1948 auch aufnahm. Die erste erfolgreiche Version aus dem Jahr 1949 stammt von Burl Ives. Seither wurden Hunderte von Coverversionen eingespielt. Ähnlich wie der TV-Serientitelsong Rawhide oder die Titelmelodie der ebenfalls bekannten Western-Serie Bonanza gilt (Ghost) Riders in the Sky als eines der bekanntesten und meistinterpretierten Crossover-Stücke im Bereich Western Music.

## Entstehung
(Ghost) Riders in the Sky entstand als Gelegenheitskomposition. Stan Jones, der Autor des Stücks, arbeitete 1948 als Park Ranger im Death Valley National Park in Kalifornien. Vom National Park Service als Kontaktperson abgestellt für Filmteams, die vor Ort Außenaufnahmen durchführten, fand er für seine Geschichten und Lieder bald ein breiteres Publikum. Eines dieser Lieder war (Ghost) Riders in the Sky – ein einfaches Cowboylied, das Jones auf seiner Gitarre vortrug. Die Geschichte des Songs handelte von einer Cowboyvision: Geisterreiter, die am Himmel auftauchen und dem Liedsänger nahelegen, sein Leben zu ändern – andernfalls sei er dazu verdammt, sich den Geisterreitern anzuschließen und auf immer die Herde des Teufels über dem endlosen Himmel zu jagen. Der genaue Ursprung der Geschichte ist strittig. Jones selbst gab nach dem Erfolg seiner Komposition zu Protokoll, die Idee von einem umherziehenden Cowboy zu haben. Darüber hinaus ist die Geschichte von (Ghost) Riders in the Sky stark an Die Wilde Jagd angelehnt, eine germanische Sage aus dem frühen Mittelalter.
Mitarbeiter von Filmteams ermutigten Jones schon bald, sich in Los Angeles einen Verleger für seine Songs zu suchen. Im Februar 1949 entstand eine Aufnahme von Ghost Riders in the Sky mit dem Interpreten Burl Ives – einem Schauspieler und Folksänger, der regelmäßig für Filmproduktionen arbeitete. Ives’ Originalversion, eingespielt für Columbia Records, gelangte im April 1949 zwar in die Billboard-Charts. Mit der Höchstnotierung Platz 23 verfehlte sie allerdings die Top-20-Marge. Das Rennen machte eine fast gleichzeitig erschienene Version – die des bekannten Bigband-Leaders Vaughn Monroe. Monroe, der unmittelbar nach Ives’ Einspielung seine eigene Version aufgenommen hatte, machte das Stück landes- und schließlich weltweit populär: Sie gelangte auf den ersten Platz der Billboard-Hitparade und verblieb 22 Wochen in den Charts.
Noch im selben Jahr spielten weitere Sänger den Song ein – unter anderem Gene Autry, der das Stück als Titelsong für den Film Gespensterreiter adaptierte, die Swing-Chanteuse Peggy Lee, der Crooner Bing Crosby und der Entertainer Spike Jones. Eine weitere Interpretation aus demselben Jahr stammt von Frank Sinatra – allerdings nur als Radioaufnahme. Hintergrund: Im Rahmen der Sendung Your Hit Parade sang Sinatra am 21. und 28. Mai – eine in der Geschichte der Sendung einzigartige Vorgehensweise – fast alle Titel, auch die seiner Sängerkollegen. Das Stück wurde auch über die USA hinaus schnell populär. In Deutschland wurde es von dem Schlagersänger Gerhard Wendland gecovert; der deutsche Titel war Geisterreiter. Unter dem Titel Les Cavaliers du Ciel erschien – ebenfalls 1949 – eine französische Version, interpretiert von der Vocal-Formation Les Compagnons de la chanson.

## Coverversionen und Adaptionen
Laut Titelauflistung im iTunes Music Store wurden bis Ende 2012 mehrere hundert unterschiedliche Versionen des Stücks eingespielt – im klassischen Swing- und Crooner-Stil (Kay Starr, Elvis Presley, Dean Martin), als Pop-Ballade (Tom Jones, Debbie Harry), als Folk- bzw. Country-Song (Peter, Paul and Mary, The Sons of the Pioneers, Frankie Laine), als Rock-, Metal- oder Punk-Nummer (Outlaws, Impaled Nazarene, Ghoultown, Chrome Division, Spiderbait), im Neoswing- und Burlesque-Stil (Lee Press-on and the Nails, Scatman Crothers) oder, entsprechend adaptiert, als Klezmer-Comedy (Borscht Riders in the Sky in der Version von Mickey Katz & His Kosher Jammers). Zwei bekannte Versionen aus späteren Jahren stammen von Johnny Cash (1978) sowie den Blues Brothers (1978) – einer Revival-Band, welche durch den gleichnamigen Film bekannt wurde. Adaptiert wurde das Stück für die Verfilmung des Marvel-Comics Ghost Rider mit Nicolas Cage (Titelstück: die Formation Spiderbait) und eine Episode der TV-Serie Sesamstraße (Titel: The Dirtiest Town in The West). Darüber hinaus gibt es zahlreiche instrumental eingespielte Varianten – in Melodieführung und Rhythmus teilweise vom Original abweichende im Surf-Gitarrenstil (Dick Dale, Duane Eddy, Los Babys), als Orchester-Nachspielung oder auch als Blasmusik-Stück wie zum Beispiel vom Marchegger Orchester oder der Blaskapelle Höhenkirchen-Siegertsbrunn.
Neben englischsprachigen Varianten existieren zahlreiche in anderen Landes- oder Verkehrssprachen. Eine spanische Version stammt von dem Operntenor Mario del Monaco, eine portugiesische von dem brasilianischen Singer-Songwriter Milton Nascimento, eine finnische von dem Entertainer Solistiyhtye Suomi. Das deutschsprachige Geisterreiter-Original von Wendland erfuhr im Lauf der Jahre ebenfalls weitere Einspielungen – unter anderem von Tom Astor, Rita Paul sowie Götz Alsmann (sowohl solo als auch im Duett mit dem Die-Ärzte-Musiker Bela B.) Eine weitere Version mit komplett anderem Text (BMW 501) offerierte 2007 die zeitkritische 1950er-Jahre-Revueproduktion Petticoat und Schickedance. Auch in Bezug auf die textliche Aussage erwies sich das Song-Original als höchst wandelbar: In den 1980er-Jahren etwa adaptierte der irische Liedermacher Gerry O’Glacain das Stück als Kampf- und Mobilisierungslied für die IRA. Der von O’Glacain gewählte neue Titel – The SAM Song – war dabei eine Anspielung auf Flugabwehrraketen sowjetischer Bauart, welche die IRA gegen britische Truppen in Nordirland zur Anwendung brachte. Im Rahmen der Irish Rebel Music avancierte diese Version zu einem Art Underground-Hit, der von Formationen unterschiedlicher musikalischer Ausrichtung gespielt wurde.

## Sonstiges
- Vergleiche mit anderen bekannten Stücken tauchten im Verlauf der Song-Geschichte immer wieder auf. Offiziell weder bestätigt noch dementiert ist die Aussage, die Song-Melodie sei eine Adaption des bekannten US-amerikanischen Bürgerkriegslieds When Johnny Comes Marching Home – oder zumindest eng an dieses angelehnt.[6]
- Unterschiedlichen Angaben zufolge basiert das bekannte Doors-Stück Riders on the Storm ebenfalls auf der Ghost-Riders-Melodie. Entstanden sein soll der spätere Doors-Hit während einer Jam-Session, bei der die Gruppe zu Anfang das Ghost-Rider-Thema improvisierte.[7] Tatsächlich existiert eine Coverversion des California Guitar Trio namens Ghost Riders on the Storm, die beide Stücke kombiniert.
- Unterschiedliche Originalnamen: Ursprünglicher Titel des Stücks war Riders in the Sky. Die zusätzlichen Titelangaben – insbesondere das „Ghost“ – kamen jedoch bald hinzu. (Ghost) Riders in the Sky (mit und ohne Klammern um das Ghost) ist heute die allgemein gängige Titelangabe. Wenig geläufig – weil zu sperrig – ist hingegen die zusätzliche Angabe „A Cowboy Legend“.[3]